# Конвокаційний сейм 1764
Конвокаційний сейм 1764 року (пол. Sejm konwokacyjny 1764 roku) — конвокаційний сейм, що був скликаний 8 листопада 1763-го та засідав з 7 травня до 23 червня 1764-го у місті Варшаві, скликаний і оголошений конфедеративним сеймом для приготування до виборів Станіслава Августа Понятовського. Провів широкі реформи ладу Речі Посполитої. Його засіданнями керував маршалок Адам Казимир Чарторийський. Для якнайшвидшого проведення дебатів королівський замок у Варшаві і Краківське передмістя оточили загони російських військ з гарматами та придворними полками Чарторийських.
Передсеймові сеймики в провінціях відбулися 6 лютого 1764 року, а прусські Генеральні збори в Груджодзе 16 березня 1764 року. Маршалком (спікером) Сейму був обраний Адам Казимир Чарторийський, генерал Подільської області.
Сейм здійснив низку реформ системи Польщі. Конфедерація прихильників Фамілії шляхом державного перевороту із втручанням Російської імперії призвела до усунення значної частини депутатів, пов'язаних із саксонсько-республіканським табором та конфедерацією конвокаційного сейму.
7 травня 1764 року 22 сенатори та 46 депутатів подали маніфест у місті Варшаві, протестуючи проти порушень міжнародного права, оголосивши скликання Сейму в присутності іноземних військ незаконним, як порушення суверенітету та російський військовий тиск на виборців. Зважаючи на відсутність опозиційних депутатів, які покинули сесію в рамках протесту проти присутності російських військ, партія Чарторийського здійснила за згодою російського посла Германа Карла фон Кейсерлінга зміну політичної системи Речі Посполитої. Бо в засіданнях брали участь лише 80 депутатів замість існуючих 300, та 7 сенаторів замість 136. Що не легітимно.
Внаслідок тиску з боку примаса інтеррекса Владислава Олександра Лубіньського Польща офіційно визнала титули імператриці Росії Катерини II (що не визнані були з 1721 р.) та титул короля Пруссії Фрідріха II (що не визнавалися з 1701 р.). Це становило реальну загрозу територіальній цілісності польської держави. Під час розділів Росія пред'являла територіальні претензії проти російських земель Королівства Польського та Великого князівства Литовського. З іншого боку, Королівство Пруссія скористалася тим, що Королівська Пруссія колись була невід'ємною частиною Прусського герцогства. Сейм схвалив відступлення території Польщі на користь Росії формально посилаючись на укладений договір Гжимултовського.

## Реформи
- приватні мита були скасовані
- у державну скарбницю було введено загальний[pl] збір
- було ліквідовано ліберум вето при голосуванні проектів, поданих Скарбовою комісією[pl]. Було прийнято рішення про те, що такі голоси мають бути доконані юридично більшістю. Це дало можливість, наприклад, збільшити податки на армію.
- було введено заборону присяжним депутатам на вказівки[pl] депутатів Сейму
- система вимірювань і вагів була стандартизована
- Раду чотирьох земель було скасовано, оскільки вона не могла упоратися зі збором податків на євреїв
- кварта та податок на євреїв були реформовані
- була встановлена загальна конфедерація на невизначений термін, що дозволяло проводити ефективні сесії виборів та коронації
- центральні, колегіальні бюро також були створені окремо для Корони Королівства Польського та Великого князівства Литовського, тобто Скарбової комісії Корони[pl], Скарбової комісії Великого князівства Литовського[pl] та Військової комісії Коронної[pl], Військової комісії Великого князівства Литовського[pl]
- влада гетьмана була обмежена, що робила їх головами Військових комісій
- була прийнята люстрація королівщин
- юридики та сервіторіати[pl] були скасовані
- кількість магнацьких військ обмежувалося трьома сотнями вояків
- Комісії доброго порядку[pl] були створені у всіх воєводствах
- Головний трибунал коронний був поділений на дві окремі частини: Великопольська та Малопольська
- було призначено обрання депутатів до трибуналів при сеймиках